# Загорица при Долскем
Загорица при Долскем (словен. Zagorica pri Dolskem) је насељено место у општини Дол при Љубљани, Средњесловенска регија, Словенија.

## Историја
До територијалне реорганизације у Словенији била је у саставу града Љубљане, односно стара општина Мосте-Поље.

## Становништво
У попису становништва из 2011. Загорица при Долскем је имала 101 становника.
| Број становника према пописима | Број становника према пописима | Број становника према пописима |
| ------------------------------ | ------------------------------ | ------------------------------ |
| 1991                           | 2002                           | 2011                           |
| 83                             | 94                             | 101                            |

Напомена: До 1955. исказивано под именом Загорица.

## Галерија
- сеоски детаљ
- фарма "Веховец"